# Baudricourt
Baudricourt település Franciaországban, Vosges megyében. Lakosainak száma 330 fő (2022. január 1.). Baudricourt Juvaincourt, Oëlleville, Remicourt, Rouvres-en-Xaintois, Thiraucourt és Domvallier községekkel határos.

## Népesség
A település népességének változása:
| Lakosok száma | 318  | 323  | 331  | 328  | 327  | 331  | 337  | 333  | 330  |
|               | 2013 | 2015 | 2016 | 2017 | 2018 | 2019 | 2020 | 2021 | 2022 |